# کوشکوآک
کوشکوآک (انگلیسی: Kushkuak) یک شهرک در شهرستان چیشمینسکی در استان باشقیرستان کشور روسیه است.